# Ten Count
Ten Count (テンカウント Ten Kaunto?), también estilizada como 10 Count, es una serie de manga de género yaoi escrita e ilustrada por Rihito Takarai. Fue serializada en la revista Dear+ de la editorial Shinshokan desde julio de 2013 hasta el 14 de noviembre de 2017.

## Argumento
Tadaomi Shirotani es un joven hombre que sufre de misofobia, por lo que intenta evitar entrar en contacto con la suciedad y los gérmenes. Un día, su camino se cruza con el de Riku Kurose, un psiquiatra que tras contemplar la gravedad de su caso se empecina en curarlo y librarlo de su fobia, una obsesión que atormenta cada aspecto de su vida cotidiana. Shirotani decide aceptar la oferta y comienza su terapia con Kurose, sin saber que su relación pronto se profundizará a una mucho más íntima que la de doctor y paciente. A medida que su relación con Kurose avanza, Shirotani deberá lidiar con su conflictivos sentimientos y enfrentar sus temores.

## Personajes
Tadaomi Shirotani (城谷 忠臣 Shirotani Tadaomi?)
Voz por: Shin'nosuke Tachibana (CD drama)
Shirotani es el protagonista principal de la historia. Es un hombre de 29 años de edad que padece de una misofobia extrema, a tal punto de llevar guantes en todo momento y lavar sus manos varias veces al día, lo que ha provocado que tenga numerosas heridas en estas. Incluso se ve incapaz de comer o beber algo fuera de su hogar. Trabaja como secretario en una compañía llamada Tōsawa.
Riku Kurose (黒瀬 陸 Kurose Riku?)
Voz por: Tomoaki Maeno (CD drama)
Kurose es un joven psiquiatra que trabaja en la clínica Shimada. Se enamoró de Shirotani a primera vista y se propone a asesorarlo para que este logre superar su misofobia.
Ken Mikami (三上 健 Mikami Ken?)
Voz por: Jun Fukushima (CD drama)
Mikami es un compañero de trabajo y amigo de Shirotani, quien trabaja en el departamento de ventas de Tōsawa.

## Media

### Manga
Escrito e ilustrado por Rihito Takarai, el manga comenzó su serialización en la revista Dear+ de Shinshokan en julio de 2013. La serie finalizó el 14 de noviembre de 2017 con un total de seis volúmenes publicados. Ha sido licenciada para su publicación en Estados Unidos por Viz Media bajo su sello SuBLime. Dicha noticia se anunció el 19 de septiembre de 2015 durante la Yaoi-Con. En Francia, fue licenciada en septiembre de 2014 por Taifu Comics, mientras que en España y Argentina lo ha sido por Editorial Ivrea. Para marzo de 2018, el manga vendió dos millones de copias.

### Anime cancelado
Una adaptación a serie de anime fue anunciada en el volumen final del manga el 26 de marzo de 2018. El 23 de marzo de 2019 se lanzó un avance, que indicaba una fecha de estreno en 2020 para la serie. El 28 de diciembre de 2020, la producción del anime anunció a través del sitio web oficial que el anime había sido pospuesto a una fecha no especificada y que estaban reconsiderando su formato. El 29 de octubre de 2022 se reveló que la adaptación era una película producida por East Fish Studio y SynergySP. La película iba a ser escrita y dirigida por Sō Toyama, con diseños de personajes a cargo de Tomomi Shimazaki, y su estreno estaba previsto para 2023. El 19 de enero de 2024 se anunció que por circunstancias de producción la película fue cancelada.